# Fundación Konrad Adenauer
La Fundación Konrad-Adenauer Stiftung (KAS) es un centro de investigación vinculado a la Unión Demócrata Cristiana (CDU) de Alemania, partido conservador de centroderecha.
La organización es sucesora de la «Sociedad de Formación Política Demócrata Cristiana», fundada en 1956, adquiriendo en 1964 el nombre del primer Canciller Federal de Alemania, Konrad Adenauer (1876–1967), destacado militante de la CDU. A partir de esa fecha, la fundación ha buscado proyectar una política exterior trasatlántica en torno a valores como la democracia liberal, la economía social de mercado, la solidaridad y los derechos humanos, legado intelectual del mandatario alemán.
En la práctica, el enfoque filosófico de la fundación corresponde al paradigma idealista de Immanuel Kant, considerando que la KAS persigue una comunidad internacional basada en la cooperación y el derecho internacional como solución de conflictos. Esto ha generado que regímenes como el de Vladímir Putin consideren como «no-deseable» a esta fundación.
La KAS coopera con instituciones estatales, partidos políticos u organizaciones de la sociedad civil, actores con los que la fundación trabaja temas de política para el desarrollo socioeconómico mediante sus 100 oficinas en más de 120 países. Asimismo, ofrece –en Alemania y el extranjero– becas para espacios de formación académica en los que brinda fundamentos para la acción política.

## Socios internacionales

### Iberoamérica
En esta región, la fundación trabaja con la Organización Demócrata Cristiana de América (ODCA) y la Internacional Demócrata Cristiana (IDC–CDI). Igualmente, coopera con otras instituciones, tales como la Asociación Civil de Estudios Populares (ACEP) de Argentina, o la Fundación Rafael Preciado Hernández de México. 
En el caso de los partidos políticos latinos e hispanos, sus principales aliados son el Partido Popular en España, Renovación Nacional en Chile o el Partido Acción Nacional de México.
Otros de sus partidos socios en la región son Propuesta Republicana de Argentina, Primero Justicia de Venezuela, los partidos «Nacional» de Uruguay y Honduras, o el Partido Conservador Colombiano.
El trabajo de las oficinas nacionales de la KAS en América Latina se complementa por programas regionales con un enfoque temático especializado. Actualmente se identifican los siguientes programas: 
- Partidos Políticos y Democracia en América Latina (KAS Partidos) con sede en Montevideo
- Estado de Derecho para América Latina con sede en Bogotá
- Alianzas para el Desarrollo y la Democracia con Latinoamérica (ADELA) en Panamá
- Seguridad Energética y Cambio Climático (EKLA) con sede en Lima
- Participación Política Indígena (PPI) con sede en La Paz.